# 中華民國全國羽球國小盃
中華民國全國羽球國小盃為每年在台灣舉辦的小學指標性羽球比賽，由中華民國羽球協會主辦，是許多小學選手們初次參與的大型賽事，賽事分為男女團體賽與男女個人單、雙打，團體賽僅開放四、五、六年級報名，個人賽則限五、六年級參賽。

## 歷屆賽事成績

### 團體賽
| 年度  | 組別         | 第一名           | 第二名           | 第三名                            |
| ----- | ------------ | ---------------- | ---------------- | --------------------------------- |
| 101年 | 六年級男子組 | 雙蓮國小（台北） | 內埔國小（台中） | 江翠國小（新北） 新光國小（台中） |
| 101年 | 六年級女子組 | 大鵬國小（台中） | 瑞埔國小（桃園） | 光華國小（新北） 民權國小（高雄） |
| 101年 | 五年級男子組 | 民權國小（台北） | 崑山國小（台南） | 瑞埔國小（桃園） 長春國小（台北） |
| 101年 | 五年級女子組 | 大溪國小（桃園） | 民權國小（高雄） | 福德國小（台北） 永吉國小（台北） |
| 101年 | 四年級男子組 | 民權國小（台北） | 中正國小（新北） | 長春國小（台北） 大鵬國小（台中） |
| 101年 | 四年級女子組 | 敦化國小（台北） | 裕民國小（新北） | 雙蓮國小（台北） 長春國小（台北） |
| 102年 | 六年級男子組 | 長春國小（台北） | 民權國小（台北） | 瑞埔國小（桃園） 民權國小（高雄） |
| 102年 | 六年級女子組 | 永吉國小（台北） | 福德國小（台北） | 大溪國小（桃園） 民權國小（高雄） |
| 102年 | 五年級男子組 | 大鵬國小（台中） | 長春國小（台北） | 民權國小（台北） 民權國小（高雄） |
| 102年 | 五年級女子組 | 四維國小（台中） | 民權國小（高雄） | 雙蓮國小（台北） 福德國小（台北） |
| 102年 | 四年級男子組 | 民權國小（台北） | 獅湖國小（高雄） | 敦化國小（台北） 民權國小（高雄） |
| 102年 | 四年級女子組 | 瑞埔國小（桃園） | 大成國小（台南） | 二重國小（新北） 獅湖國小（高雄） |
| 103年 | 六年級男子組 | 長春國小（台北） | 崑山國小（台南） | 民權國小（高雄） 秀山國小（新北） |
| 103年 | 六年級女子組 | 長春國小（台北） | 大鵬國小（台中） | 民權國小（高雄） 福德國小（台北） |
| 103年 | 五年級男子組 | 民權國小（台北） | 獅湖國小（高雄） | 敦化國小（台北） 莊敬國小（高雄） |
| 103年 | 五年級女子組 | 獅湖國小（高雄） | 長春國小（台北） | 鷺江國小（新北） 文昌國小（雲林） |
| 103年 | 四年級男子組 | 仁愛國小（台南） | 新社國小（竹縣） | 忠孝國小（屏東） 長春國小（台北） |
| 103年 | 四年級女子組 | 四維國小（台中） | 永吉國小（台北） | 民權國小（高雄） 文府國小（高雄） |
| 104年 | 六年級男子組 | 民權國小（台北） | 獅湖國小（高雄） | 中原國小（桃園） 雙蓮國小（台北） |
| 104年 | 六年級女子組 | 長春國小（台北） | 文昌國小（雲林） | 獅湖國小（高雄） 大成國小（台南） |
| 104年 | 五年級男子組 | 仁愛國小（台南） | 新社國小（竹縣） | 忠孝國小（屏東） 民權國小（高雄） |
| 104年 | 五年級女子組 | 永吉國小（台北） | 四維國小（台中） | 大溪國小（桃園） 民權國小（台北） |
| 104年 | 四年級男子組 | 民權國小（台北） | 長春國小（台北） | 忠孝國小（屏東） 崑山國小（台南） |
| 104年 | 四年級女子組 | 仁愛國小（屏東） | 福德國小（台北） | 永吉國小（台北） 瑞埔國小（桃園） |
| 105年 | 六年級男子組 | 民權國小（台北） | 新社國小（竹縣） | 內埔國小（台中） 裕文國小（台南） |
| 105年 | 六年級女子組 | 民權國小（台北） | 四維國小（台中） | 永吉國小（台北） 大溪國小（桃園） |
| 105年 | 五年級男子組 | 民權國小（台北） | 敦和國小（南投） | 雙蓮國小（台北） 長春國小（台北） |
| 105年 | 五年級女子組 | 福德國小（台北） | 裕民國小（新北） | 仁愛國小（屏東） 永吉國小（台北） |
| 105年 | 四年級男子組 | 民權國小（台北） | 新社國小（竹縣） | 崑山國小（台南） 長春國小（台北） |
| 105年 | 四年級女子組 | 長春國小（台北） | 大鵬國小（台中） | 雙蓮國小（台北） 永吉國小（台北） |
| 106年 | 六年級男子組 | 民權國小（台北） | 仁愛國小（台南） | 崑山國小（台南） 中原國小（桃園） |
| 106年 | 六年級女子組 | 民權國小（台北） | 長春國小（台北） | 福德國小（台北） 永吉國小（台北） |
| 106年 | 五年級男子組 | 民權國小（台北） | 僑真國小（雲林） | 長春國小（台北） 樹林國小（新北） |
| 106年 | 五年級女子組 | 仁愛國小（屏東） | 大鵬國小（台中） | 長春國小（台北） 永吉國小（台北） |
| 106年 | 四年級男子組 | 民權國小（台北） | 莊敬國小（高雄） | 仁愛國小（屏東） 平和國小（南投） |
| 106年 | 四年級女子組 | 民權國小（台北） | 大溪國小（桃園） | 義學國小（新北） 福德國小（台北） |
| 107年 | 六年級男子組 | 民權國小（台北） | 僑真國小（雲林） | 民權國小（高雄） 長春國小（台北） |
| 107年 | 六年級女子組 | 仁愛國小（屏東） | 大鵬國小（台中） | 長春國小（台北） 雙蓮國小（台北） |
| 107年 | 五年級男子組 | 民權國小（台北） | 莊敬國小（高雄） | 南陽國小（台中） 新坡國小（桃園） |
| 107年 | 五年級女子組 | 民權國小（高雄） | 民權國小（台北） | 長春國小（台北） 大溪國小（桃園） |
| 107年 | 四年級男子組 | 民權國小（台北） | 十全國小（高雄） | 長春國小（台北） 義學國小（新北） |
| 107年 | 四年級女子組 | 民權國小（台北） | 莊敬國小（高雄） | 長春國小（台北） 義學國小（新北） |
| 108年 | 六年級男子組 | 民權國小（台北） | 長春國小（台北） | 新坡國小（桃園） 南陽國小（台中） |
| 108年 | 六年級女子組 | 大溪國小（桃園） | 長春國小（台北） | 民權國小（高雄） 民權國小（台北） |
| 108年 | 五年級男子組 | 民權國小（台北） | 大鵬國小（台中） | 麗林國小（新北） 文昌國小（雲林） |
| 108年 | 五年級女子組 | 民權國小（台北） | 民權國小（高雄） | 大鵬國小（台中） 義學國小（新北） |
| 108年 | 四年級男子組 | 秀山國小（新北） | 民權國小（台北） | 長春國小（台北） 中山國小（台北） |
| 108年 | 四年級女子組 | 民權國小（高雄） | 民權國小（台北） | 南陽國小（台中） 秀山國小（新北） |
| 109年 | 六年級男子組 | 民權國小（台北） | 大鵬國小（台中） | 僑真國小（雲林） 民權國小（高雄） |
| 109年 | 六年級女子組 | 民權國小（台北） | 莊敬國小（高雄） | 大鵬國小（台中） 仁愛國小（屏東） |
| 109年 | 五年級男子組 | 民權國小（台北） | 長春國小（台北） | 秀山國小（新北） 南屯國小（台中） |
| 109年 | 五年級女子組 | 民權國小（台北） | 民權國小（高雄） | 南屯國小（台中） 秀山國小（新北） |
| 109年 | 四年級男子組 | 民權國小（台北） | 仁和國小（桃園） | 文化國小（台南） 民權國小（高雄） |
| 109年 | 四年級女子組 | 民權國小（台北） | 民權國小（高雄） | 忠孝國小（屏東） 大鵬國小（台中） |

### 個人賽
| 年度  | 組別           | 第一名                     | 第二名                            | 第三名                                                |
| ----- | -------------- | -------------------------- | --------------------------------- | ----------------------------------------------------- |
| 103年 | 六年級男生單打 | 黃郁豈（中市大勇）         | 易重德（高市民權）                | 陳培元（高市民權） 陳政楷（中市大鵬）                 |
| 103年 | 六年級男生雙打 | 張祐綦／紀丞佑（台南崑山） | 劉廣珩／胡佑齊（北市民權）        | 王元睿／鍾文澄（桃園瑞埔） 曾聖安／石詠丞（新北秀山） |
| 103年 | 五年級男生單打 | 郭冠麟（高雄獅湖）         | 黃鈺（台北雙蓮）                  | 何志偉（高雄獅湖） 李登揚（北市民權）                 |
| 103年 | 五年級男生雙打 | 張軒齊／趙翔逸（北市民權） | 蔡文硯／陳政寬（南市崑山）        | 彭煒翔／陳宇哲（北市長春） 丁彥宸／朱景新（北市民權） |
| 103年 | 六年級女生單打 | 黃瀞平（北市長春）         | 施念慧（中市大鵬）                | 鄭如嵋（中市四維） 蔡幸芸（北市長春）                 |
| 103年 | 六年級女生雙打 | 何書妤／羅寅芳（桃園大溪） | 游翎鈴／邱昭綺（中市大鵬）        | 楊采容／王姿茗（新北秀朗） 賴子彧／賴慶卉（北市長春） |
| 103年 | 五年級女生單打 | 邱紜嘉（桃園瑞埔）         | 林子妘（高市民權）                | 王若萱（高市獅湖） 詹又蓁（雲林文昌）                 |
| 103年 | 五年級女生雙打 | 吳孟真／林芷均（北市長春） | 黃嘉欣／黃翊瑄（桃園瑞埔）        | 劉睿穎／詹佳穎（桃園瑞埔） 林千又／簡呈芸（桃園大溪） |
| 104年 | 六年級男生單打 | 郭冠麟（高市獅湖）         | 黃鈺（北市雙蓮）                  | 李登揚（北市民權） 何志偉（高市獅湖）                 |
| 104年 | 六年級男生雙打 | 張軒齊／趙翔逸（北市民權） | 丁彥宸／朱景新（北市民權）        | 許傑森／邱畯明（南市崑山） 蔡文硯／陳政寬（南市崑山） |
| 104年 | 五年級男生單打 | 馬承毅（北市民權）         | 鄭楷（南投埔里）                  | 陳政佑（新北秀山） 鍾嘉軒（屏東建興）                 |
| 104年 | 五年級男生雙打 | 林冠宇／黃琮譯（屏東忠孝） | 劉子齊／陳多憙（北市民權）        | 李長龍／葉朝寶（雲林僑真） 王渝凱／陳翊翔（南市崑山） |
| 104年 | 六年級女生單打 | 林子妘（高市民權）         | 邱紜嘉（桃園瑞埔）                | 趙亭妤（竹縣新社） 黃宥薰（南市大成）                 |
| 104年 | 六年級女生雙打 | 林珈因／林芳庭（雲林文昌） | 吳孟真／林芷均（北市長春）        | 劉睿穎／詹佳穎（桃園瑞埔） 游美儒／陳羽倢（北市長春） |
| 104年 | 五年級女生單打 | 詹又蓁（雲林文昌）         | 張芳慈（南投平和）                | 楊（宜蘭馬賽） 林佳欣（雲林文昌）                     |
| 104年 | 五年級女生雙打 | 周可妤／陳星羽（北市民權） | 王眱禎／黃瀞葳（北市永吉）        | 簡珮語／黃萱儀（高市民權） 葛羿庭／郭加俐（南市永華） |
| 105年 | 六年級男生單打 | 馬承毅（北市民權）         | 楊皓崴（北市福德）                | 陳政佑（新北秀山） 林昊翰（南市關廟）                 |
| 105年 | 六年級男生雙打 | 李長龍／葉朝寶（雲林僑真） | 胡鎮顯／黃竹顗（高市民權）        | 劉子齊／陳多憙（北市民權） 王渝凱／陳翊翔（南市崑山） |
| 105年 | 五年級男生單打 | 劉佳恩（北市民權）         | 張軒瑀（北市民權）                | 李翊瑋（北市民權） 李承昱（桃園中原）                 |
| 105年 | 五年級男生雙打 | 曾品翔／陳少軒（北市民權） | 寶昕·達古拉外／蔡知翰（南市崑山） | 沈哲晧／聶 與（新北中正） 洪紹中／簡奕勛（北市民權）  |
| 105年 | 六年級女生單打 | 林佳欣（雲林文昌）         | 楊（宜蘭馬賽）                    | 詹又蓁（雲林文昌） 林顥（高市莊敬）                   |
| 105年 | 六年級女生雙打 | 陳宥蓁／陳玫蓁（北市民權） | 楊子慧／簡佳珊（新北二重）        | 簡珮語／黃萱儀（高市民權） 林安妍／黃詩閔（北市福德） |
| 105年 | 五年級女生單打 | 林千又（北市民權）         | 蔡幸臻（北市長春）                | 陳姵茿（北市福德） 黃涵郁（新北裕民）                 |
| 105年 | 五年級女生雙打 | 吳阡裴／王珮伃（屏東仁愛） | 楊采錡／洪千嵐（新北秀朗）        | 盧曉安／黃聖淳（北市民權） 蕭彤恩／詹子斳（彰化崙雅） |
| 106年 | 六年級男生單打 | 吳哲穎（高市民權）         | 朱宸加（高市十全）                | 何文勛（桃園中原） 黃子昕（南市仁愛）                 |
| 106年 | 六年級男生雙打 | 李至皓／賴柏佑（南投敦和） | 寶昕·達古拉外／蔡知翰（南市崑山） | 曾品翔／陳少軒（北市民權） 楊博傑／楊博智（南市仁愛） |
| 106年 | 五年級男生單打 | 雷騏輔（北市民權）         | 施冠志（南市崑山）                | 范萬浚（竹縣新社） 陳宇承（北市民權）                 |
| 106年 | 五年級男生雙打 | 楊康維／陳宏銘（南市崑山） | 楊仕均／顏君澔（高市民權）        | 林豐成／蔡睿航（北市雙蓮） 林秉諺／蔡承恩（北市民權） |
| 106年 | 六年級女生單打 | 黃筠媗（北市國北教）       | 林愉容（台中東光）                | 林千又（北市民權） 陳姵茿（北市福德）                 |
| 106年 | 六年級女生雙打 | 盧曉安／黃聖淳（北市民權） | 張子庭／鄭巧筠（高市民權）        | 蔡欣儒／郭思妤（中市新光） 周辰靜／李又寧（北市福德） |
| 106年 | 五年級女生單打 | 張雅涵（竹縣新社）         | 方綺（新北金龍）                  | 王子憶（北市福德） 周芸安（屏東仁愛）                 |
| 106年 | 五年級女生雙打 | 黃可欣／黃苡瑄（雲林僑真） | 丁子甯／呂思穎（北市民權）        | 邱郁庭／陳玟涵（屏東仁愛） 王培華／陳毓軒（中市新光） |
| 107年 | 六年級男生單打 | 雷騏輔（北市民權）         | 林少淵（桃市楊梅）                | 林杰（高市民權） 江子傑（宜蘭馬賽）                     |
| 107年 | 六年級男生雙打 | 林宥宇／簡碩慶（北市民權） | 楊仕均／顏君澔（高市民權）        | 蔡程瀚／黃彥彬（雲林僑真） 林豐成／蔡睿航（北市雙蓮） |
| 107年 | 五年級男生單打 | 黃子耀（北市民權）         | 黃俊凱（中市大鵬）                | 楊介丹（竹市龍山） 易仲祥（北市長春）                 |
| 107年 | 五年級男生雙打 | 林秉諺／蔡承恩（北市民權） | 李佳叡／江晨燁（桃市新坡）        | 蔡承洋／陳宥安（新北江翠） 張晉瑋／陳佾璿（桃市大溪） |
| 107年 | 六年級女生單打 | 張雅涵（竹縣新社）         | 周芸安（屏東仁愛）                | 張峻儒（高市民權） 李品沂（桃市瑞埔）                 |
| 107年 | 六年級女生雙打 | 黃可欣／黃苡瑄（雲林僑真） | 丁子甯／呂思穎（北市民權）        | 余淮甄／陳冠伃（北市敦化） 張芸榕／陳宣妮（桃市大溪） |
| 107年 | 五年級女生單打 | 廖元琪（北市中山）         | 廖芮萁（雲林文昌）                | 柯佳玲（新北秀山） 林家溱（北市長春）                 |
| 107年 | 五年級女生雙打 | 廖曉曼／黃詠婕（北市民權） | 林玗靚／郭又寧（南市裕文）        | 謝昀蓁／陳紫涵（新北板橋） 林芸安／王立亘（桃市大溪） |
| 108年 | 六年級男生單打 | 易仲祥（北市長春）         | 林奕安（中市社口）                | 黃子耀（北市民權） 楊介丹（竹市龍山）                 |
| 108年 | 六年級男生雙打 | 林嘉恩／林弈翔（北市長春） | 林秉諺／蔡承恩（北市民權）        | 呂泓譽／洪正軒（北市民權） 林勁宇／魏誠頡（中市南陽） |
| 108年 | 五年級男生單打 | 周鉅恩（北市民權）         | 趙偉峰（高市民權）                | 白米期（中市大鵬） 陳則源（新北江翠）                 |
| 108年 | 五年級男生雙打 | 李銘川／鄭祺德（南市仁愛） | 劉茂宸／黃莘鏵（北市民權）        | 宋承曜／羅浩鈞（高市十全） 于敬衡／劉凱軒（高市民權）   |
| 108年 | 六年級女生單打 | 廖芮萁（雲林文昌）         | 廖元琪（北市中山）                | 李沛諭（北市長春） 賴宥蓉（中市大鵬）                 |
| 108年 | 六年級女生雙打 | 孫亮晴／陳妍妃（高市民權） | 王立亘／林芸安（桃市大溪）        | 黃詠婕／廖曉曼（北市民權） 林玗靚／郭又寧（南市裕文） |
| 108年 | 五年級女生單打 | 游婉妘（北市民權）         | 楊語珊（北市民權）                | 陳欣彤（北市民權） 鄭淽云（中市大鵬）                 |
| 108年 | 五年級女生雙打 | 廖品蓁／詹博媗（北市民權） | 劉佳欣／陳昱熹（北市民權）        | 林沛蓉／賴思樺（新北麗林） 石宇娟／蕭云溱（高市民權） |
| 109年 | 六年級男生單打 | 周鉅恩（北市民權）         | 卓建勳（中市大鵬）                | 陳則源（新北江翠） 白米期（中市大鵬）                 |
| 109年 | 六年級男生雙打 | 李銘川／鄭祺德（台南仁愛） | 黃莘鏵／劉茂宸（北市民權）        | 吳明洋／蔡佳祐（高市十全） 李家榮／李家興（桃園新勢） |
| 109年 | 五年級男生單打 | 陳仲威（北市民權）         | 林承成（北市長春）                | 郭鴻鈞（新北秀山） 陳彥林（中市南屯）                 |
| 109年 | 五年級男生雙打 | 何仁偉／陳威劭（北市民權） | 李其霖／石翊廷（北市民權）        | 馮逸桓／黃浩瑋（桃市仁和） 蘇亮宇／黃千峰（南市仁愛） |
| 109年 | 六年級女生單打 | 溫舒伃（屏縣忠孝）         | 曾宜安（高市民權）                | 游婉妘（北市民權） 陳欣彤（北市民權）                 |
| 109年 | 六年級女生雙打 | 詹博媗／廖品蓁（北市民權） | 陳昱熹／劉佳欣（北市民權）        | 蔡沛君／鄞可涵（雲林僑真） 林沛蓉／賴思樺（新北麗林） |
| 109年 | 五年級女生單打 | 蔡毓晴（北市長春）         | 陳昀暄（北市長春）                | 戴子晴（北市日新） 鐘晨心（新北秀山）                 |
| 109年 | 五年級女生雙打 | 張庭瑜／趙湘庭（北市民權） | 呂凰恩／林冠宜（中市南屯）        | 洪意涵／魏鈺庭（南投炎峰） 李玠葳／沈芯彤（雲林僑真） |

## 外部連結
- 中華民國羽球協會